# Clematis chrysocoma
Clematis chrysocoma es una especie de liana de la familia de las ranunculáceas.

## Descripción
Es un junco floral leñoso, a veces suberecto. Las ramas superficiales con 24 ranuras, glabrescentes. Las hojas ternadas, con pecíolo de 1 a 6,5 cm, las hojas rómbico-obovadas a rómbico-ovadas, de 2-6 x 1,5 - 4,5 cm, como de papel, abaxialmente pubescentes y amarillentsd, adaxialmente ± densamente pubescente aplanadas, base anchamente cuneada, el margen poco dentado, el ápice agudo a acuminado; con venas basales casi planas. Las inflorescencias con 1 - 6 flores juntas con varias hojas de las yemas axilares de las ramas viejas o solitarias en las axilas de las hojas de las ramas del año en curso. Los sépalos 4, blancos o rosados. Los frutos en aquenios ovados, de 4-5 × 2-3 mm, pubescentes. Fl. Desde abril hasta julio, fr. julio a octubre.

## Distribución
Se encuentra en las laderas cubiertas de hierbas, secas, o pedregosas, en matorrales a lo largo de los arroyos; a una altitud de 1000 - 3000 m s. n. m., en Guizhou, Sichuan y Yunnan de China.

## Taxonomía
Clematis chrysocoma fue descrita por Adrien René Franchet y publicado en Bulletin de la Société Botanique de France 33: 362, en el año 1886.
Etimología
Clematis: nombre genérico que proviene del griego klɛmətis. (klématis) "planta que trepa".
chrysocoma: epíteto latino que significa "con pelos dorados".
Sinonimia
- Clematis chrysocoma var. sericea (Franch. ex Finet & Gagnep.) C.K. Schneid.
- Clematis montana var. sericea Franch. ex Finet & Gagnep.
- Clematis spooneri Rehder & E.H.Wilson[5]